# Le Pensionnat
Pour les articles homonymes, voir Le Pensionnat (homonymie).
Pour plus de détails, voir Fiche technique et Distribution.
Le Pensionnat (เด็กหอ, Dek hor) est un film thaïlandais réalisé par Songyos Sugmakanan, sorti le 2 février 2006 en Thaïlande et le 22 août 2007 en France,.

## Synopsis
À douze ans, Tôn est envoyé par son père dans un pensionnat en province. Il découvre rapidement que l'école cache de nombreux mystères, notamment autour de la piscine abandonnée, où un élève se serait noyé, des années auparavant…

## Fiche technique
- Titre : Le Pensionnat
- Titre original : เด็กหอ (Dek hor)
- Titre anglais : Dorm
- Réalisation : Songyos Sugmakanan (thaï: ทรงยศ สุขมากอนันต์ )
- Scénario : Chollada Teaosuwan et Vanridee Pongsittisak
- Musique : Chumpol Sepswadi
- Photographie : Niramon Ross
- Montage : Pongsatorn Kosolpothisup
- Pays d'origine : Thaïlande
- Format : Couleurs - 1,85:1 - Dolby Digital - 35 mm
- Genre : Drame, horreur et fantastique
- Durée : 110 minutes
- Dates de sortie : 2 février 2006 (Thaïlande), 22 août 2007 (France)[5].
- Licencié en France

## Distribution

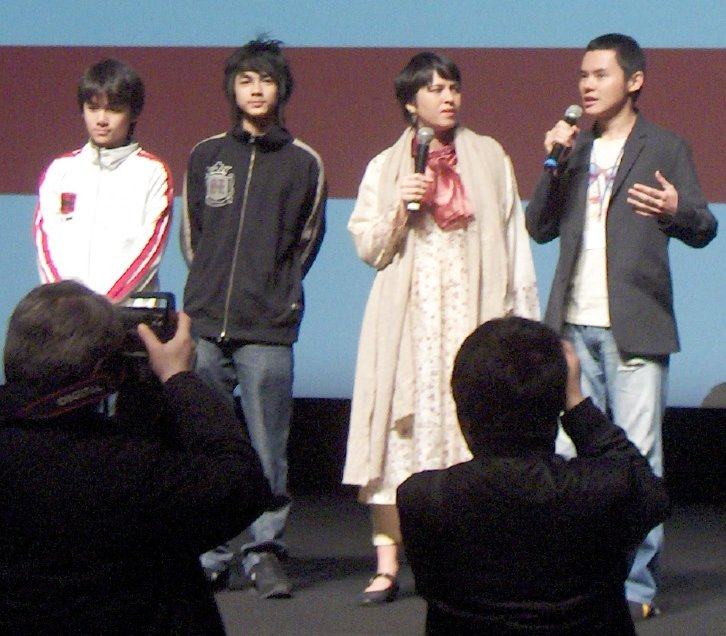
L'équipe du film à Deauville 2007 (à gauche : les acteurs Sirachuch Chienthaworn et Charlie Trairat, à droite le réalisateur Songyos Sugmakanan).

- Charlie Trairat (ชาลี ไตรรัตน์) : Ton
- Sirachuch Chienthaworn (ไมเคิล ศิรชัช เจียรถาวร) : Wichien[7]
- Chintara Sukapatana (จินตหรา สุขพัฒน์ / จิตติมาฆ์ สุขพัฒน์) : Mlle Prani
- Suttipong Tudpitakkul : le père de Ton
- Nipawan Taweepornsawan la mère de Ton
- Jirat Sukchaloen : Peng
- Thanabodin Sukserisup : Doc Nui
- Pakasit Pantural : Pok
- Natapohn Tameeruks (Nathaphon Temirak) (ณฐพร เตมีรักษ์) : Nan Tan (Nam Tarn) (น้ำตาล)

## Version française
- Adaptation : Christian Niemiec

## Nominations et récompenses
- Ours de Cristal au Festival de Berlin 2007[8],[9]
- Prix du meilleur réalisateur au Festival du film de Fajr à Téhéran
- Meilleure direction artistique à la cérémonie de l'association nationale du cinéma de Thaïlande
- En compétition au Festival du film asiatique de Deauville 2007

## Notes et références

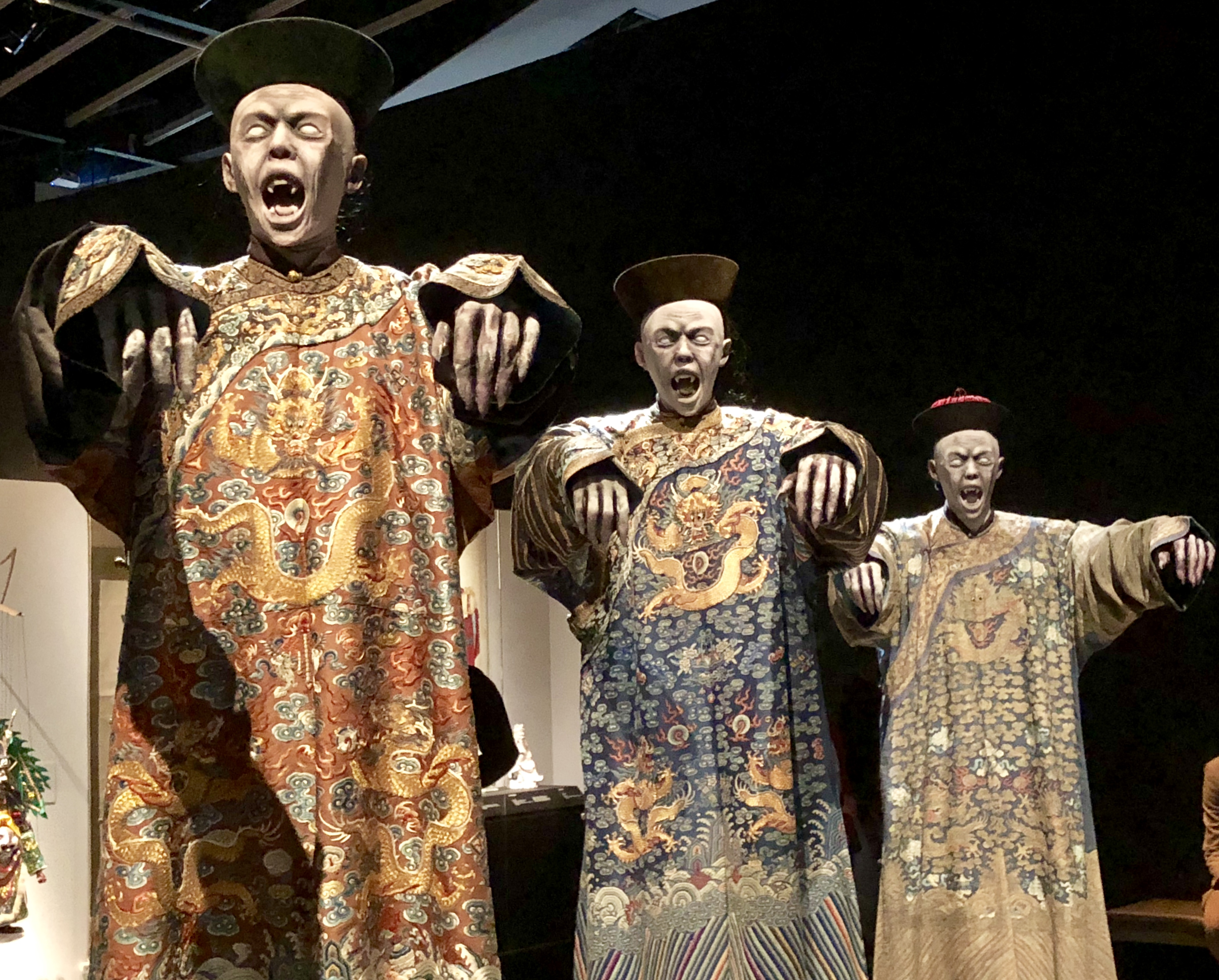
Créatures bondissantes jiangshis à l'exposition "Enfer et fantômes d'Asie" au Musée du quai Branly en 2018